# Бернардини
Бернарди́ни — загальновживана назва обсервантської гілки францисканів на теренах Східної Європи, країнах-спадкоємицях Речі Посполитої: Польщі, України, Литви, Білорусі. Гасло: Мир та Добро!

## Історія

### Поділ Францисканів
Внаслідок реформи початку XIV століття Францискани поділилися на три основні напрями: Братів менших (обсервантів) (лат. OFM), Братів менших конвентуальних (лат. OFMConv) і капуцинів (лат. OFMCap). Папська булла лат. «Ite et vos ad vineam meam» (1517 рік) видана з цього приводу, проте, не зупинила дальших поділів. Орден Братів Менших утворився на основі двох груп, що були осердям реформи: Ціс-монтанів і Ультра-монтанів. У XVI столітті до них долучилися: Реформати, Реколекти і Алькантари. Усі п'ять груп посідали свою автономію, але визнавали за зверхника Генерального Міністра.
На теренах Речі Посполитої були поширені виключно Ціс-монтани, яких називали Бернардинами та Реформати. Виняток становить колишній монастир Алькантарів (Францисканів Босих) у Пруднику.

### Закладення Провінції в Центрально-східній Європі
Поява Бернардинів тісно пов'язана з особою Івана Капістрана. В 1453-54 роках він відвідав Краків, де заснував перший обсервантський монастир під Вавелем, на честь і на славу імені Бернардина Сієнського, свого майстра і головного натхненника обсервантських перемін. А щоб не плутати старих (вже звичних) Францисканів Конвентуальних з новоявленими, почали вживати на їх означення неологізм: Бернардини.
В 1518 році заснована Львівська Кустодія Братів Менших.
Зовсім скоро Бернардини стали одним з найпотужніших і найчисельніших орденів у Речі Посполитій. Напередодні Першого поділу Речі Посполитої налічувалося близько 2300 братів і близько 100 обителей. Первісна Провінція спершу поділилася на три, а потім (1628 рік) й на чотири окремі: Малопольську, Великопольську, Руську і Литовську.

### Руська Провінція
Руська Провінція під ім'ям Непорочного Зачаття Пресвятої Діви Марії (між 1630–1731 не діяла) проіснувала до Першого поділу Речі Посполитої (1772 рік).
Після того, як руські землі були включені до складу різних держав, відбувся розпад провінції. В підавстрійській Русі виникла Галицька Провінція Блаженного Яна з Дуклі, частина ж ордену в підросійській Русі залишила за собою стару назву Руської Провінції Непорочного Зачаття Пресвятої Діви Марії. З 1797 року Руська Провінція почала обирати власного провінціала з резиденцією в Ізяславі.
У 1816 році під тиском російських властей відбулося злиття Литовської та Руської Провінцій, постала Литовсько-Руська Провінція, яка проіснувала декілька десятиліть. Остання капітула Литовсько-Руської Провінції пройшла у Воложині в 1842 році. В 1841 році російська влада утворила так звані «штатні монастирі»; інші, що не набули такого статусу, поступово були зліквідовані. Боротьба з католицькими монастирями набула у XIX столітті великого розмаху. Часто вона ототожнювалася імперською владою із витісненням або знищенням польського расового елементу. Братів із ліквідованих монастирів переводили до «штатних монастирів», кількість яких невпинно скорочувалася. Останній Бернардин з Ордену Менших Братів в Україні помер у Заславі в 1910 році.
Після Першої світової війни адепти Святого Франциска повернулися на українські землі. Відродила свою діяльність під попереднім ім'ям Непорочного Зачаття Пресвятої Діви Марії Руська Провінція, на долю якої випали нові випробування після радянської окупації частини України, коли Менші Брати опинилися на нелегальному становищі, поборювані комуністичною владою. Після Другої світової війни, коли СРСР були підпорядковані землі Західної Волині та Галичини, в тих землях залишилося лише троє францисканів. А після від'їзду Яцека Бобера — священника і Клета Богара — брата, залишився лише один. Саме завдяки жертовності Мартиніяна Войцеха Дажицького, в 1975 Орден Братів Менших починає своє нове підпільне життя в Україні. В умовах суворої конспірації отець Дажицький приймав кандидатів до Ордену, яких надсилав вчитися до Ризької духовної семінарії. Таким чином на момент краху тоталітарної імперії Орден Братів Менших налічував в Україні 15 священників і семінаристів. 23 березня 1993 року Генеральним Міністром Ордену Братів Менших братом Германом Шалюком було затверджено Кустодію Св. Архангела Михаїла в Україні, що була підпорядкована Краківській Провінції. 1 червня 1993 року призначено першого Кустоша брата Максиміліяна Дубравського. Перший капітул Кустодії мав місце 15-17 червня 1993 року в Шаргороді.
17 червня 2004 року в храмі Св. Яна з Дуклі в Житомирі, Генеральним Міністром братом Хосе Родріґезом Карбалльо і Генеральним Дефініцієм братом Шіме Самацом була проголошена нова самоврядна Провінція Св. Архангела Михаїла Ордену Братів Менших. Провінціяльним Міністром призначено брата Геркуляна Мальчука. На момент затвердження Провінція нараховувала 86 братів.

### Харизма
Вродженою рисою бернардинської харизми стала їхня невтомна апостольська праця серед простих людей. Заразом вони не полишали опіки над святими місцями (санктуаріями), серед яких найважливіші: Кальварія-Зебжидовська, Сокаль, Скемпе, Лежайськ, Ряшів. Організовували релігійні братства, зосібна Орден Францисканів Світських (лат. OFS). Займалися місійно-реколекційною діяльністю. Спричинилися до розвитку літератури. Зокрема ксьондз Владислав Ґєльньовський був автором перших релігійних пісень на польській мові.

## Сьогодення
Нині Провінція Св. Архангела Михаїла Ордену Братів Менших нараховує 83 бернардинів, у тому числі — 2 єпископи, 49 священників, 3 диякони, 3 брати, 18 кліриків, 3 новіції та 5 постулантів, маючи осідки у Баранівці, Городківці, Гусятині, Житомирі, Збаражі, Києві, Ковелі, Полонному, Раві-Руській, Середньому, Судовій Вишні, Феодосії, Чечельнику, Чуднові, Шаргороді, Шепетівці і Будславі (Білорусь). До того ж Менші Брати обслуговують ще 66 віддалених парафій.
Генеральному Міністру Ордену підпорядковуються також парафії інших Провінцій у межах України. Зокрема у Судовій Вишні, Раві-Руській, Ковелі (до 2000 року перебували у підпорядкуванні інших Провінцій і належали до так званого проєкту «Росія») і в Тернополі (східного обряду).

## Галерея

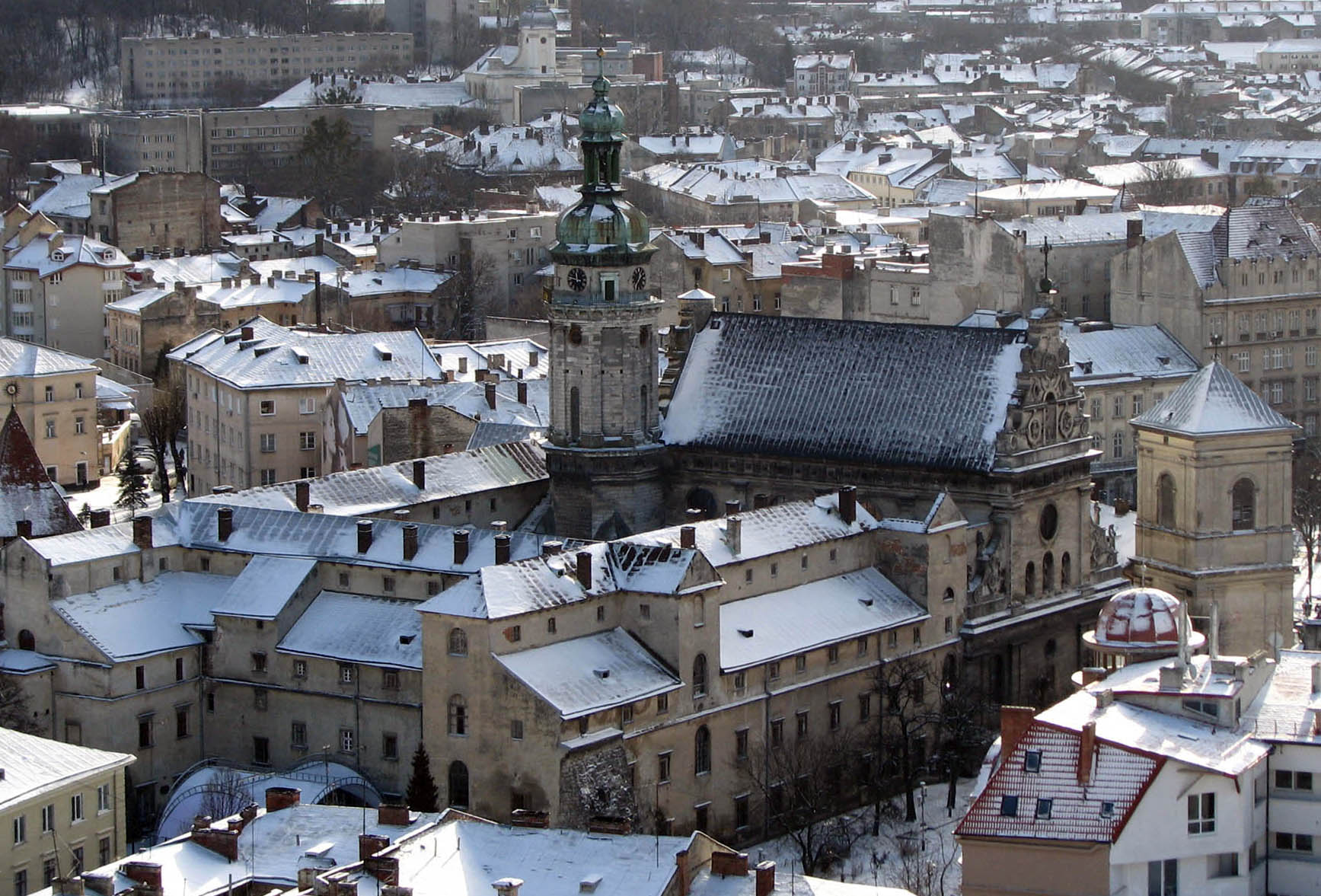
Панорама монастиря отців Бернардинів у Львові
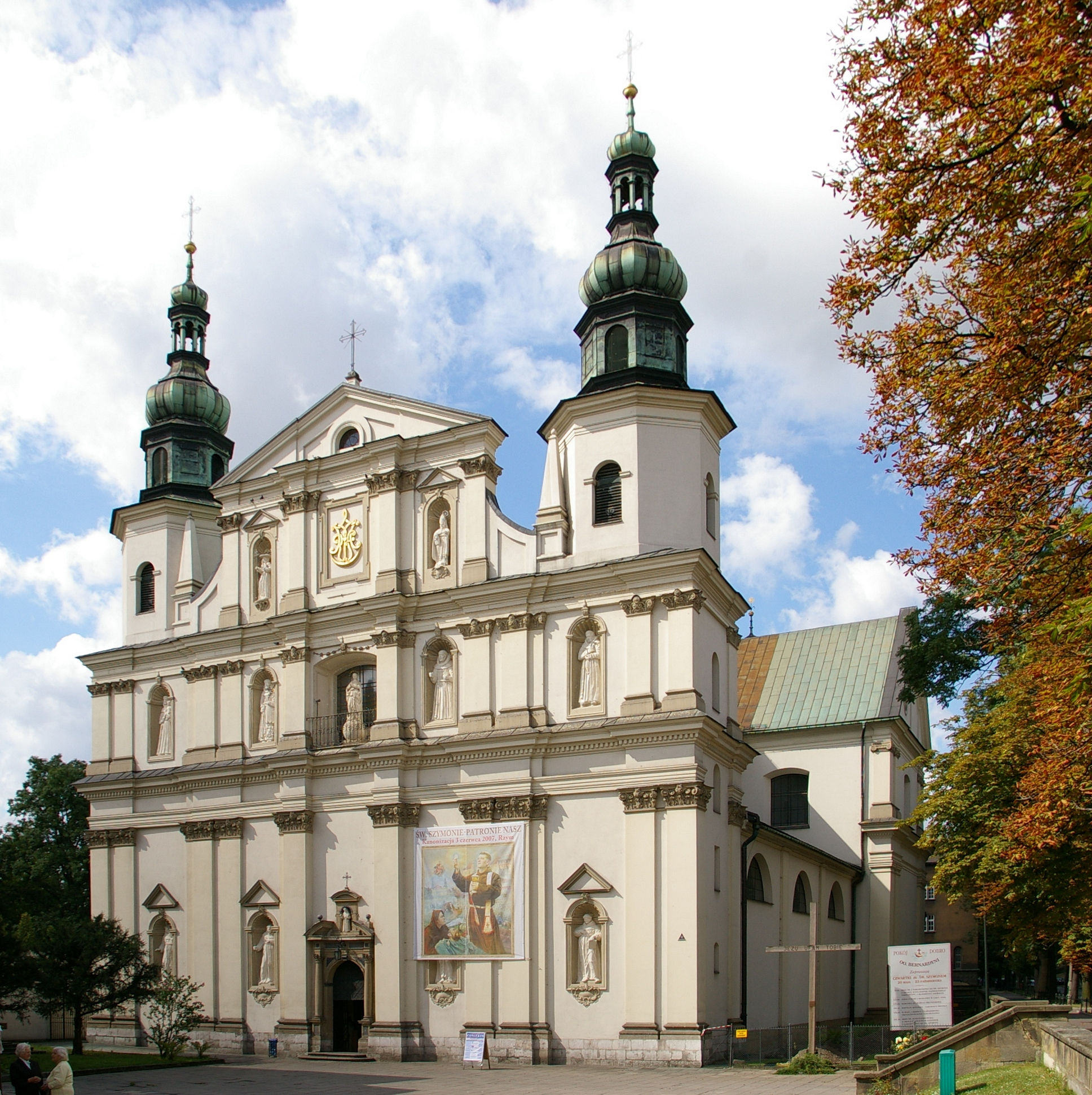
Костел Святого Бернардина у Кракові (Польща)
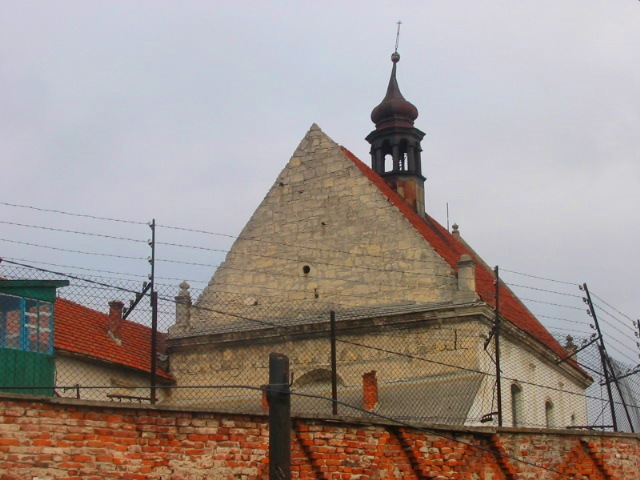
Костел Святого Миколи у Бережанах
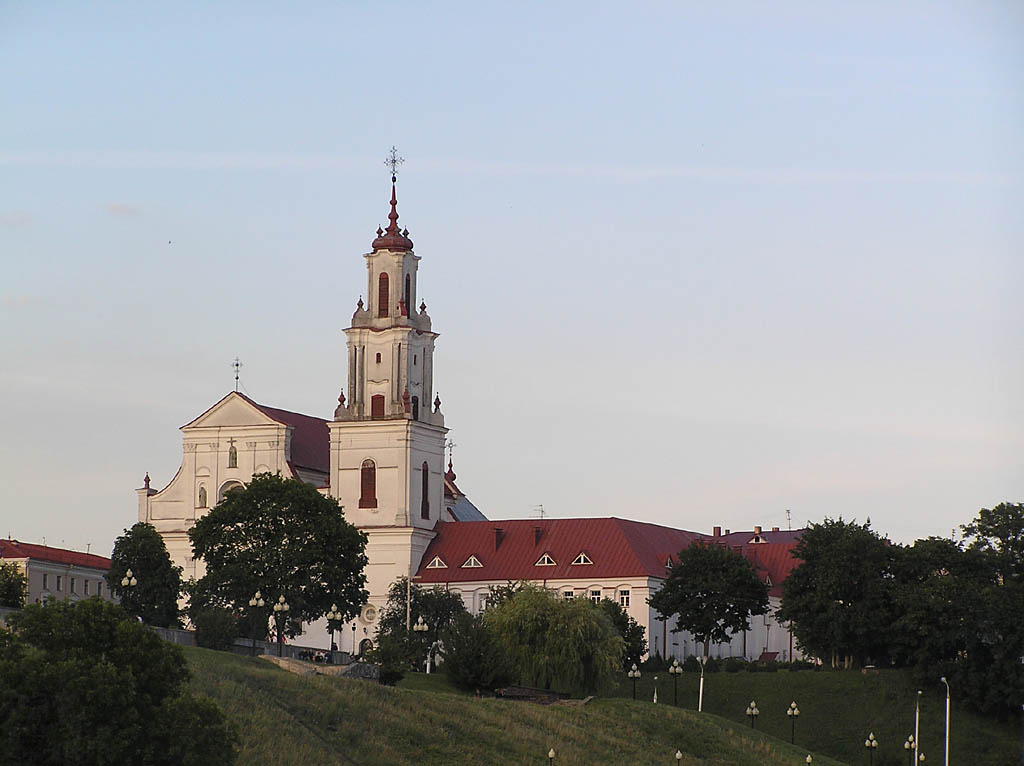
Монастир отців Бернардинів у Городні (Білорусь)
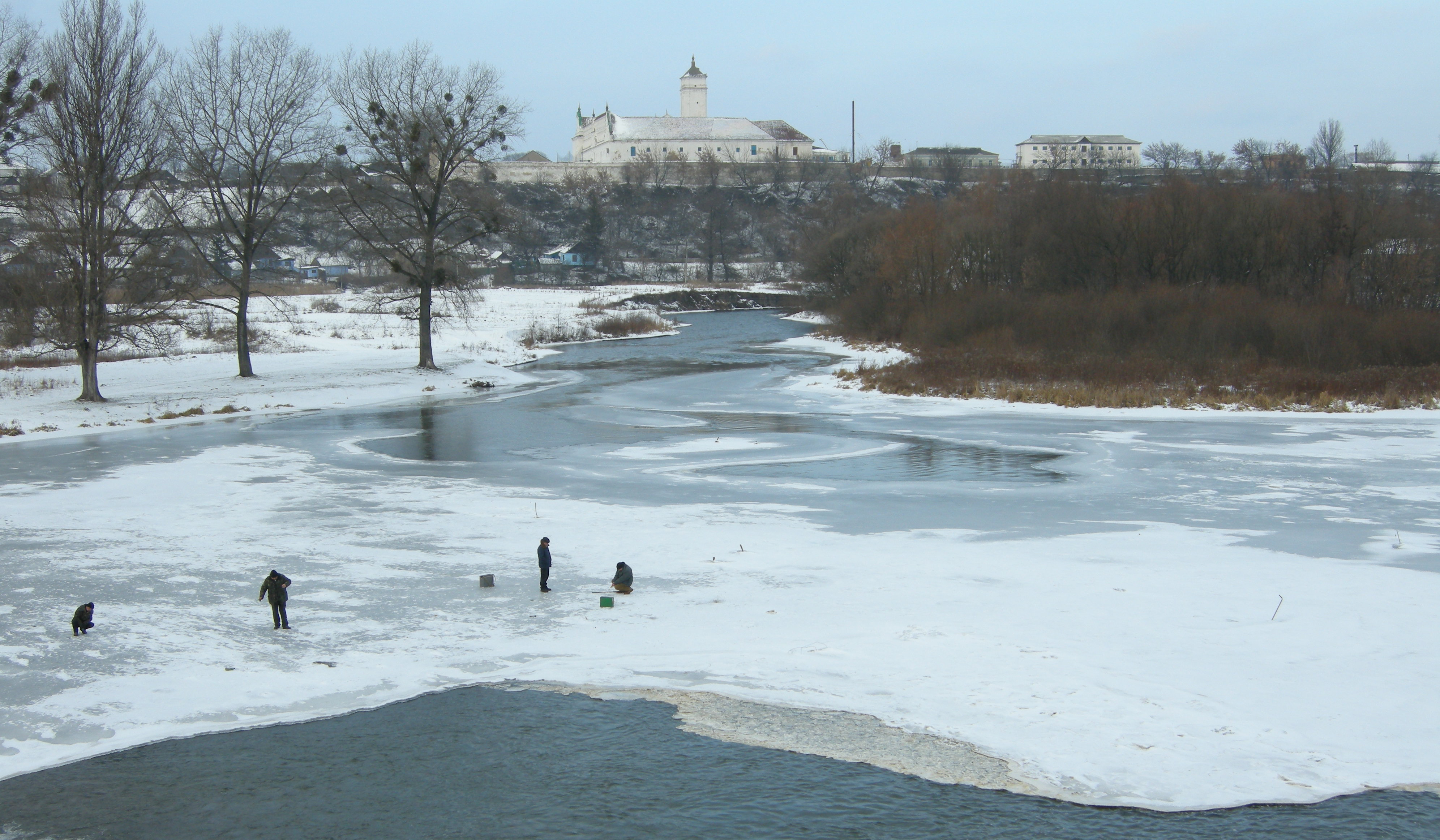
Вид на монастир отців Бернардинів у Заславі
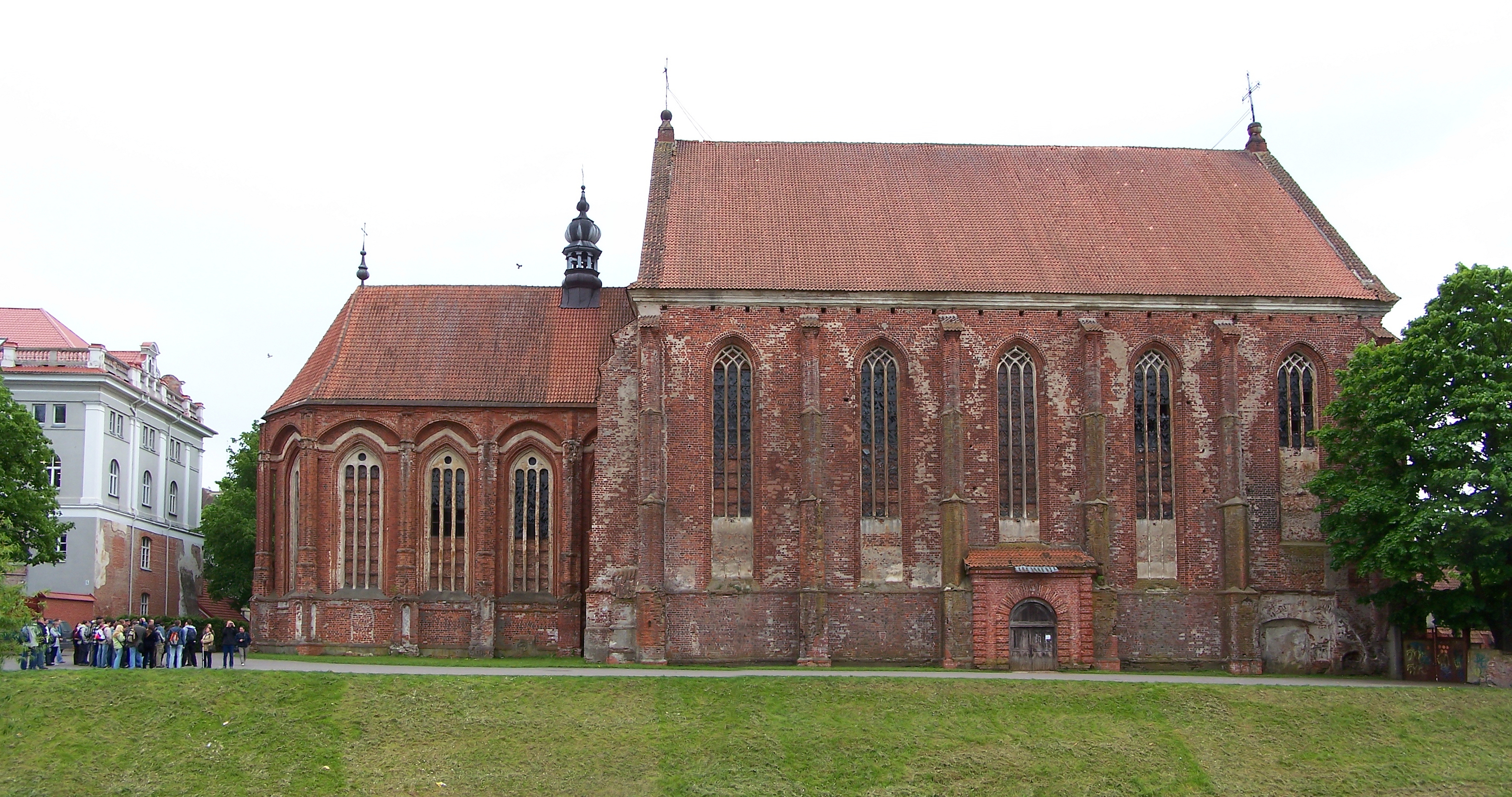
Північний фасад костела Святого Юрія у Каунасі (Литва)
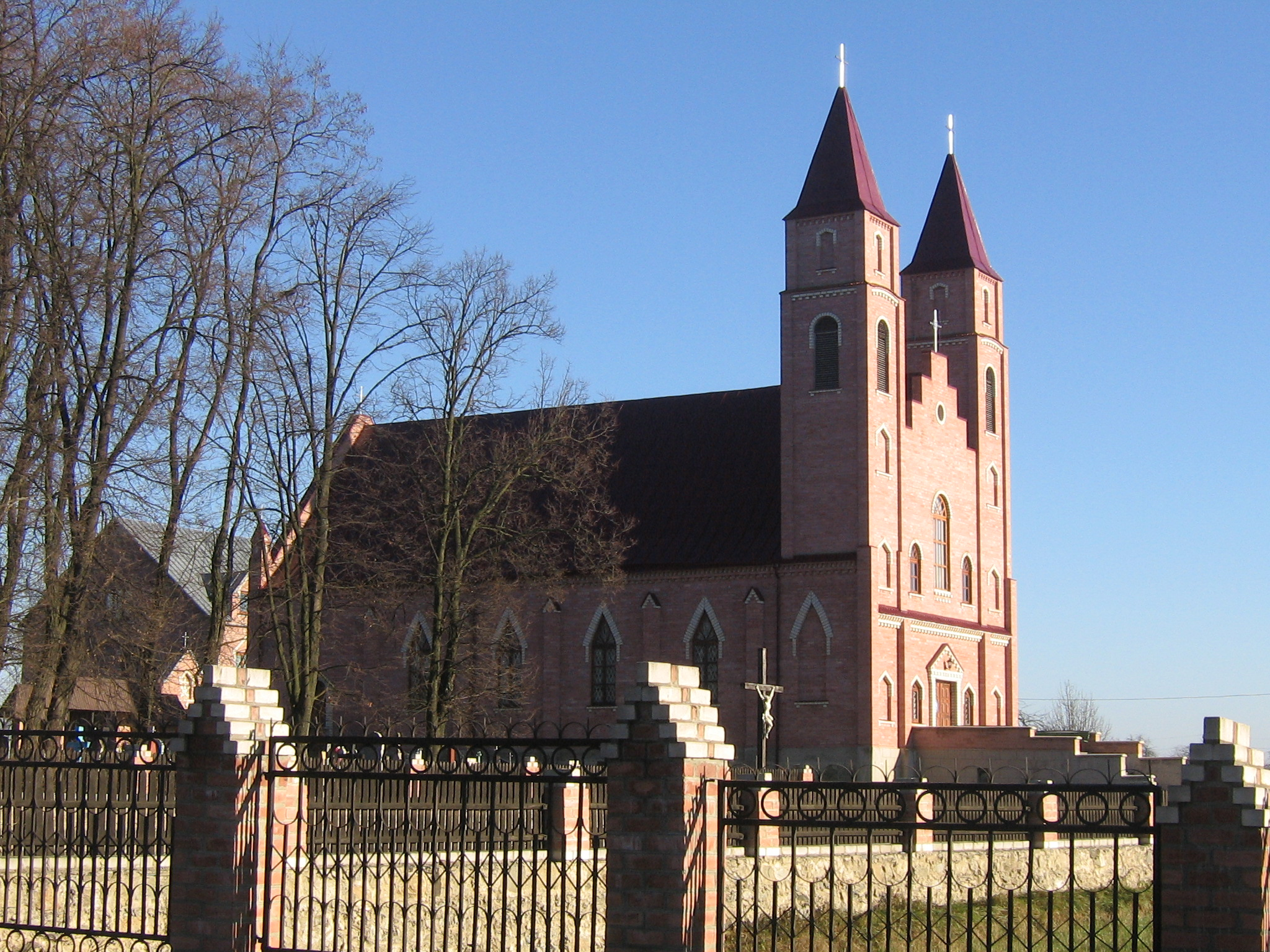
Костел Святого Станіслава в Баранівці
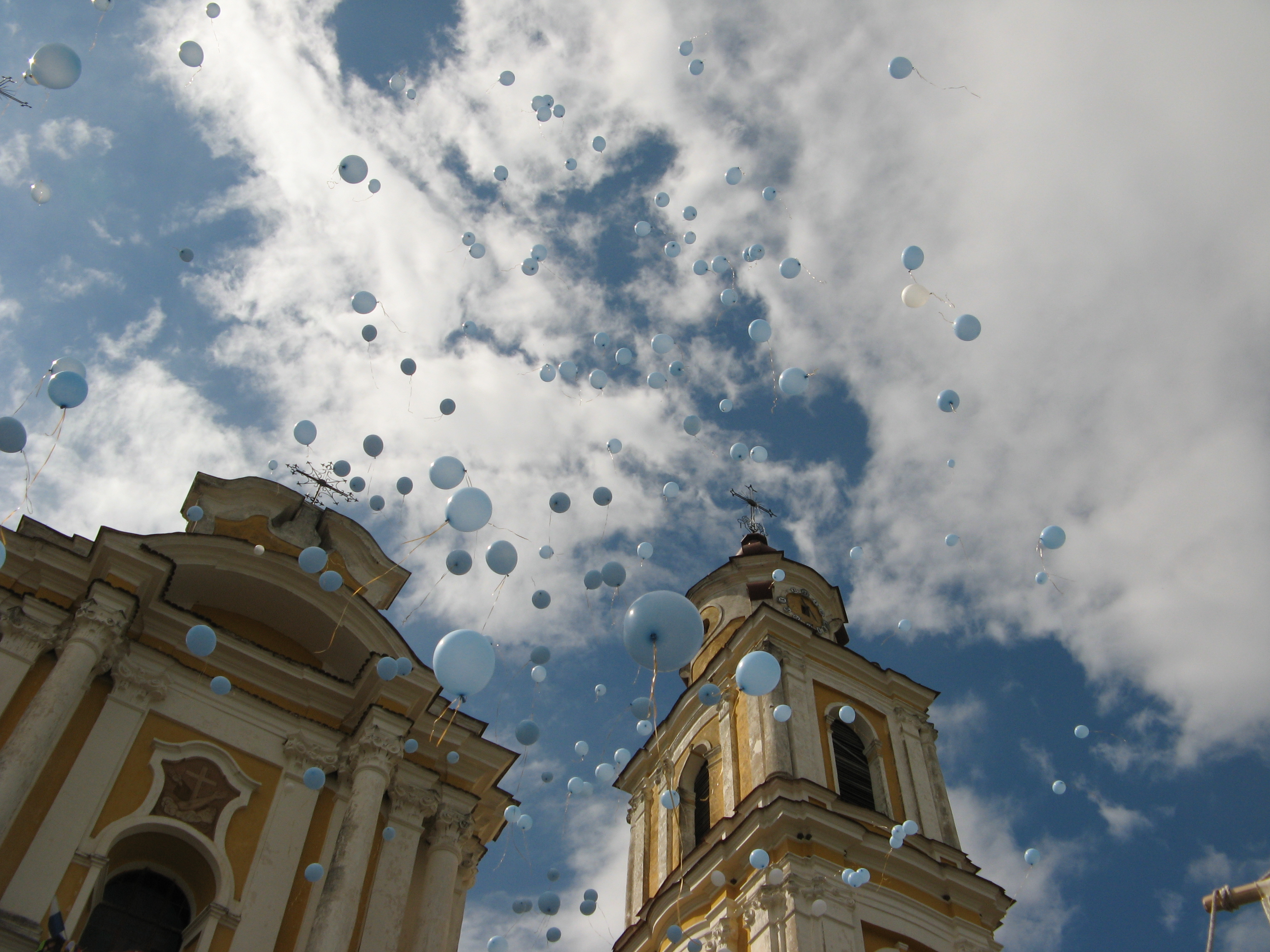
Костел Вознесення Пресвятої Діви Марії в Будславі (Білорусь)
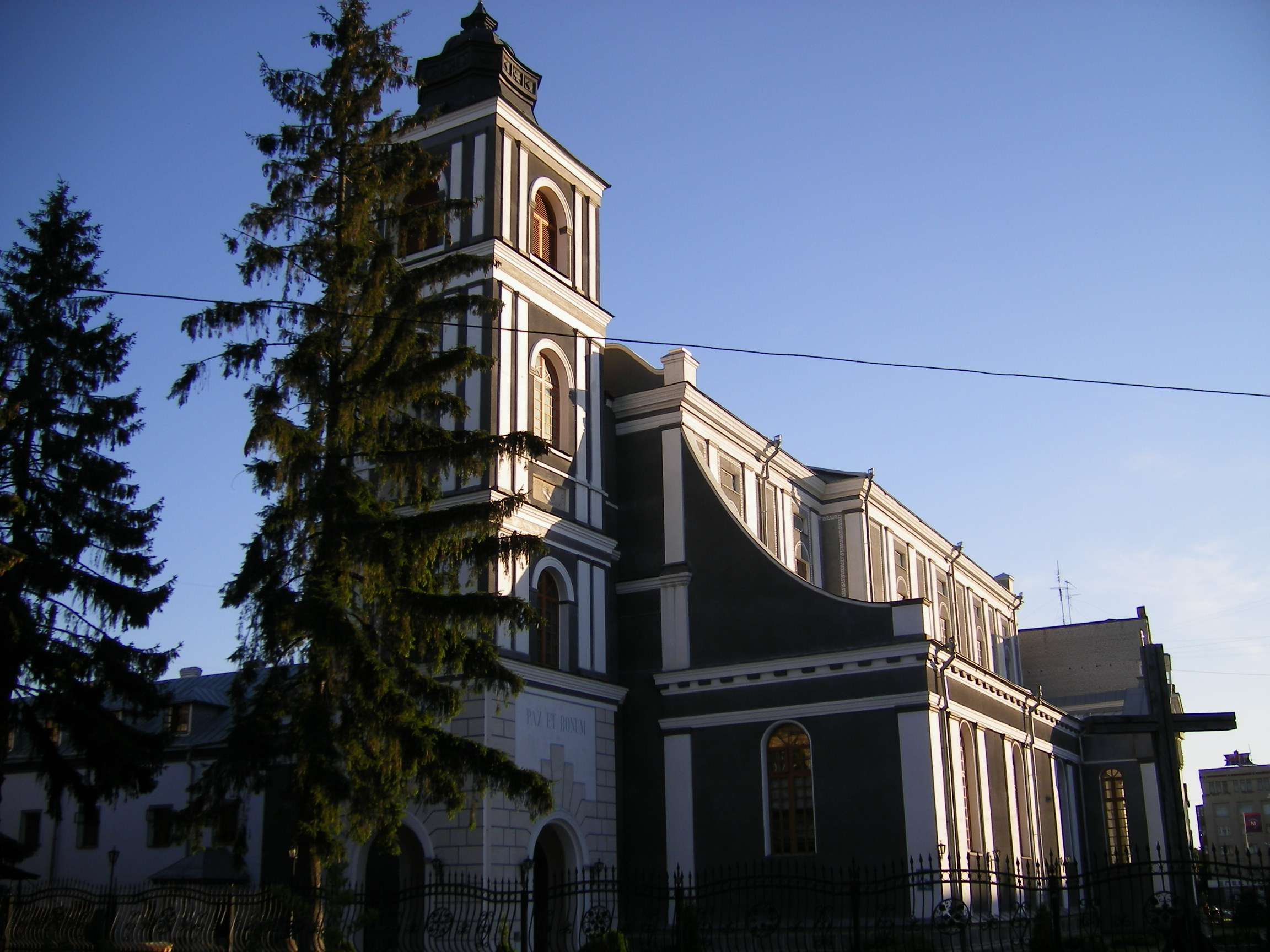
Костел Святого Яна з Дуклі в Житомирі